# 瓦季科夫卡农村居民点
瓦季科夫卡农村居民点（俄语：Вадьковское сельское поселение）是俄罗斯联邦布良斯克州波加尔区所属的一个农村居民点。其下辖有3个居民点，行政中心为瓦季科夫卡。据2015年统计，该农村居民点的人口为911人。